# Dimityr Ikonomow
Dimityr Ikonomow (ur. 16 września 1909 w Ruse, zm. 13 lipca 1975 w Sofii) – bułgarski tłumacz literatury polskiej.
Tłumaczył na bułgarski dzieła Sienkiewicza, Prusa, Orzeszkowej, Żeromskiego, Dąbrowskiej, Parandowskiego, Iwaszkiewicza i Brezy. Wybory polskich opowiadań w jego tłumaczeniu ukazały się w latach 1955, 1957 i 1973.